# Гонконгский музей искусств
Гонконгский музей искусств (англ. The Hong Kong Museum of Art; кит. 香港藝術館) открыт в 1962 году в здании мэрии Гонконга; в 1991 году переехал в специально построенное для него здание в районе Чимсачёй. Находится в управлении Министерства досуга и культуры Гонконга. Подразделением музея искусств является также Музей чайной посуды в Доме с флагштоком в Гонконгском парке.

## О музее
Задачей музея является сохранение китайской культуры и продвижение произведений местных мастеров.
В коллекции музея содержится более 16 тысяч объектов искусства, среди которых произведения живописи, скульптуры и каллиграфии китайских и гонконгских художников, предметы исторического значения. Помимо постоянной экспозиции, в рамках международной кооперации в музее проводятся выставки произведений из зарубежных коллекций.
Музей открыт для посещения ежедневно, кроме вторников и первых двух дней Китайского Нового года. Время работы с понедельника по пятницу с 10 до 18 часов; по субботам, воскресеньям и праздничным дням с 10 до 19 часов; в канун католического Рождества и канун Китайского Нового года с 10 до 17 часов.
Входная плата составляет 10 гонконгских долларов; для инвалидов, студентов очной формы обучения и лиц, достигших возраста 60 лет, — 5 HKD; для групп от 20 человек действует скидка 30 %. Дополнительная плата может взиматься за доступ на специальные выставки.

## История
Основан в 1962 году. До 1991 года размещался в здании мэрии Гонконга в Центральном районе, после чего переехал в специально построенное для музея здание на Солсбери Роад в Чимсачёй.
27 января 1984 года в Доме с флагштоком в Гонконгском парке в качестве филиала Гонконгского музея искусств был открыт Музей чайной посуды.

### Реконструкция
В 2015 году музей планируется закрыть на двухгодичную реконструкцию, в ходе которой будет обновлён фасад здания, попавшего на восьмое место десятки самых уродливых зданий мира по версии агентства Рейтер. Помимо этого, планируется добавить два новых выставочных зала и надстроить новый этаж, поскольку музей испытывает серьёзный недостаток в выставочных площадях. Накопившиеся за годы эксплуатации здания конструкционные проблемы также учтены в плане реконструкции. На время строительных работ администрация музея планирует проведение передвижной выставки экспозиций по зарубежным музеям.

## Галерея

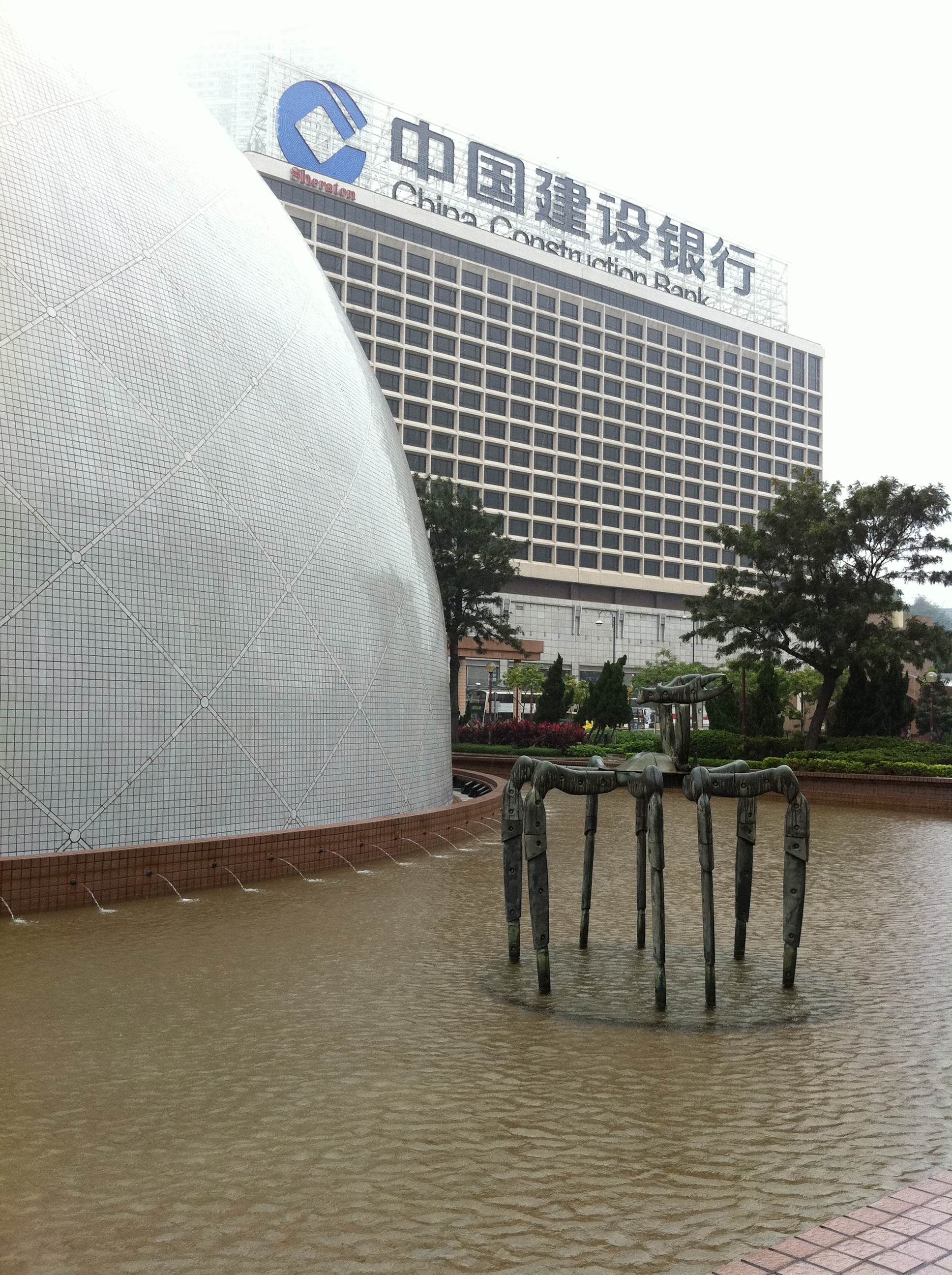
Фасад музея и скульптура Чхён Е:
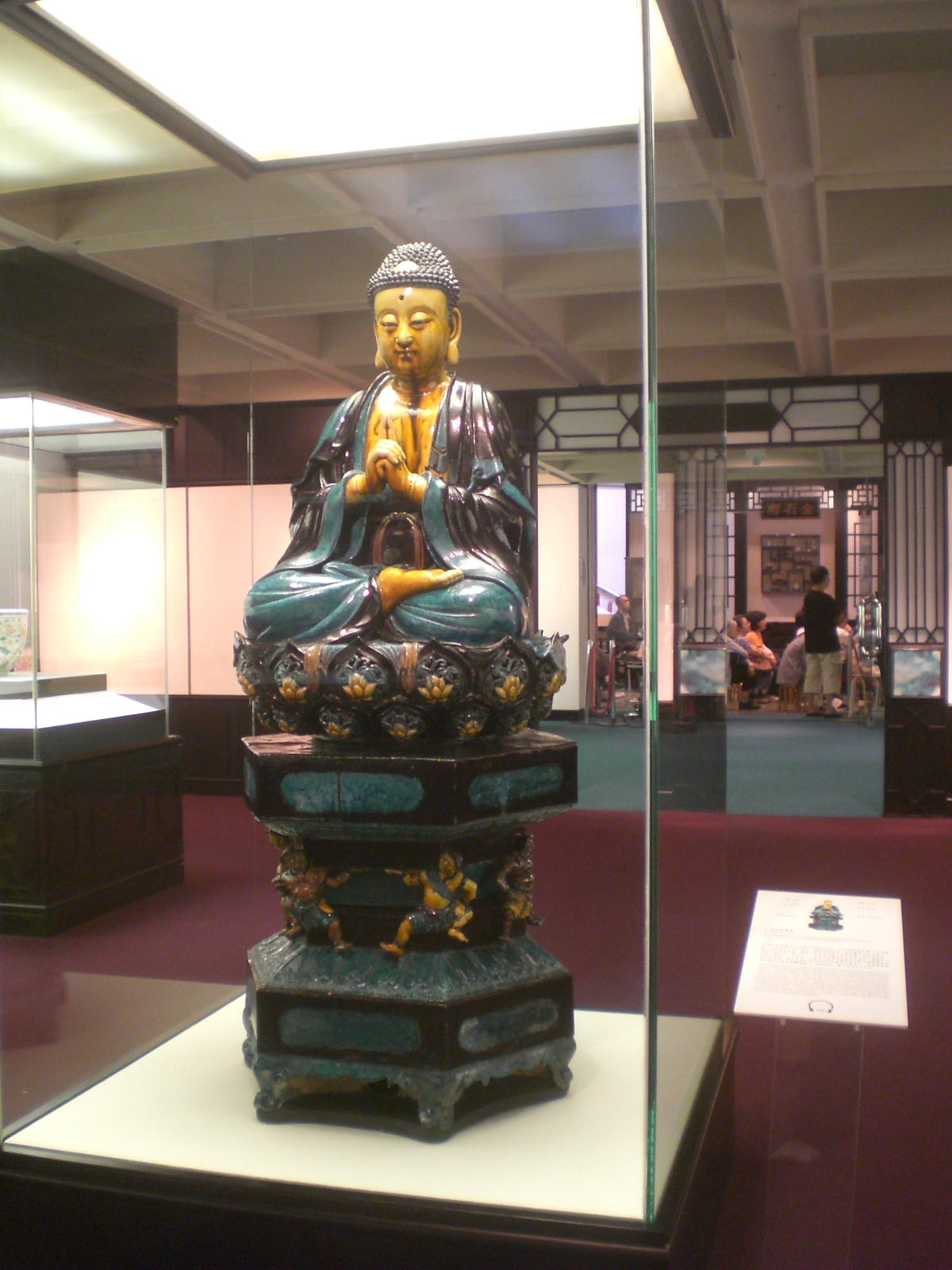
Будда, сидящий на лотосе
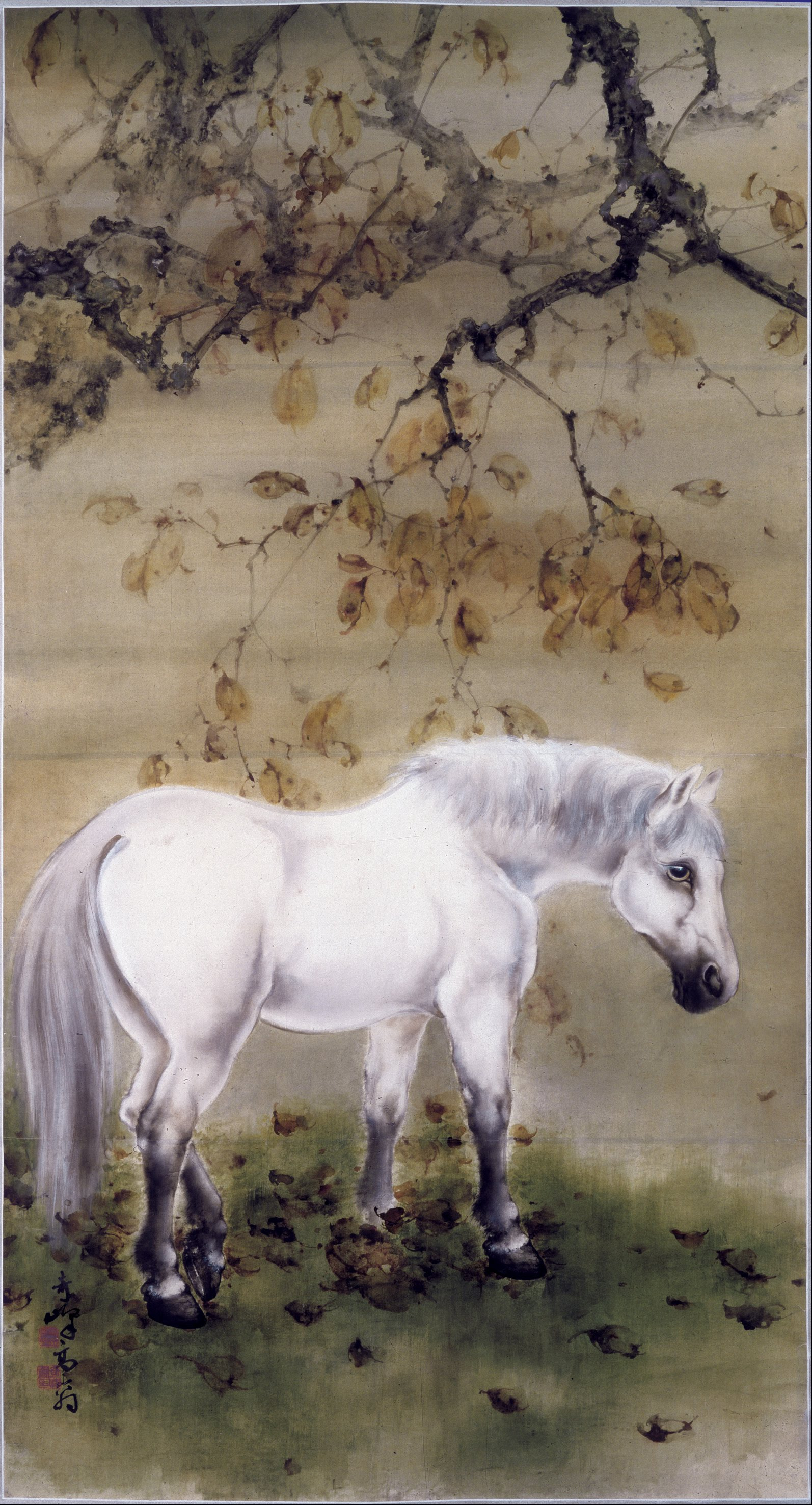
Гао Цифэн, «Белая лошадь»
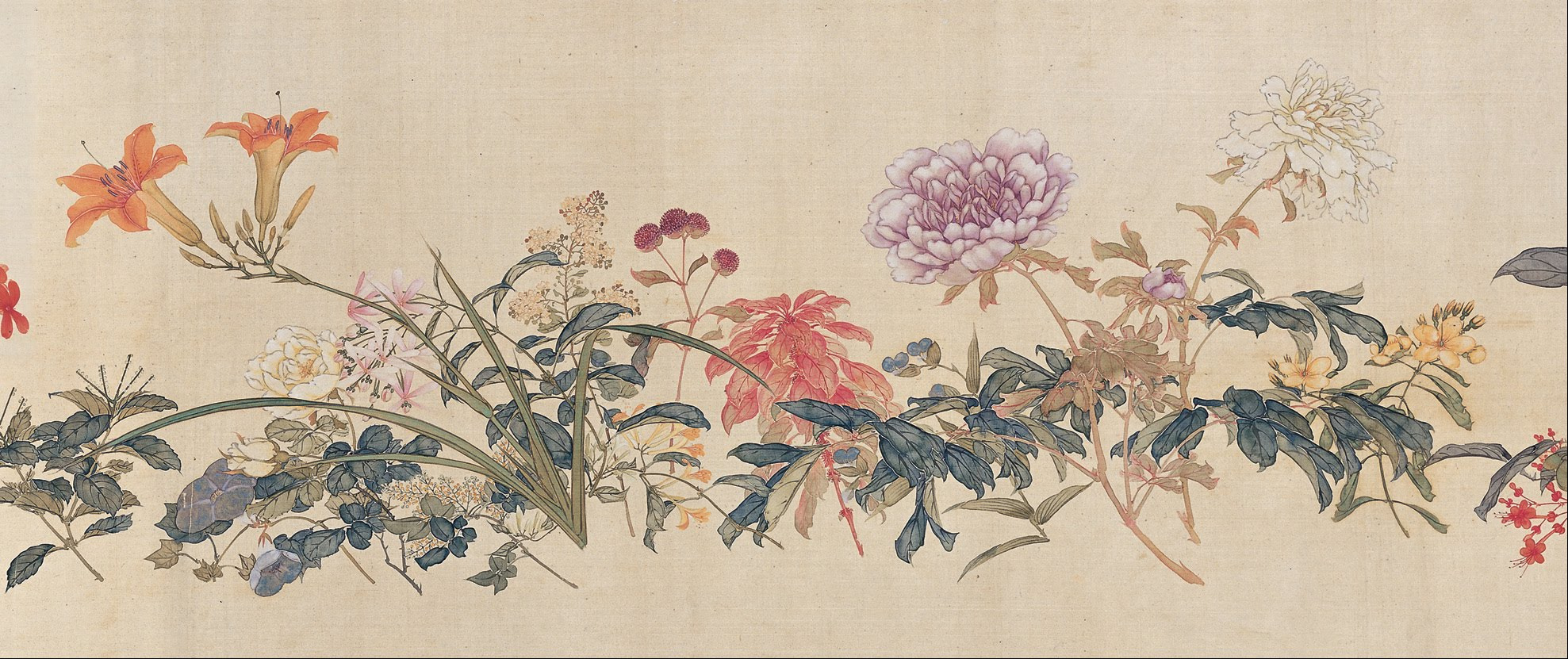
Цзюй Лянь, «Сотня цветов»
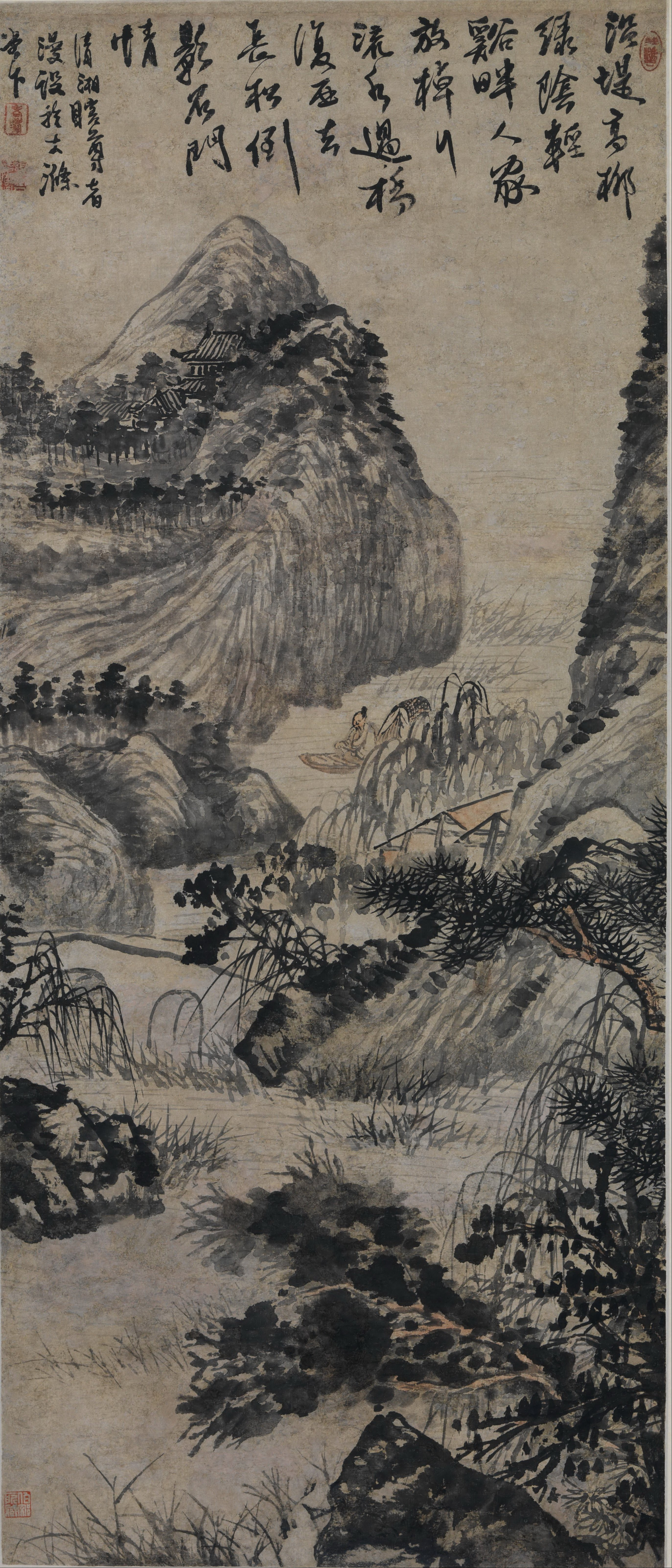
Шитао, «Катание на лодке на Ивовой реке»
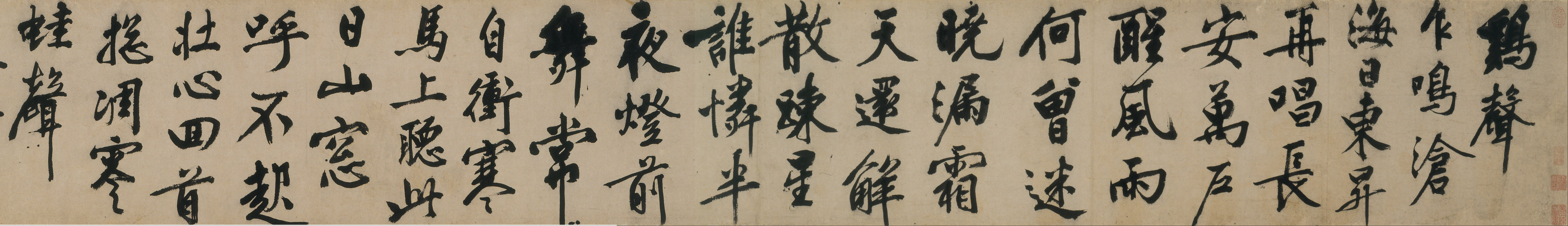
Каллиграфия Вэнь Чжэнмина
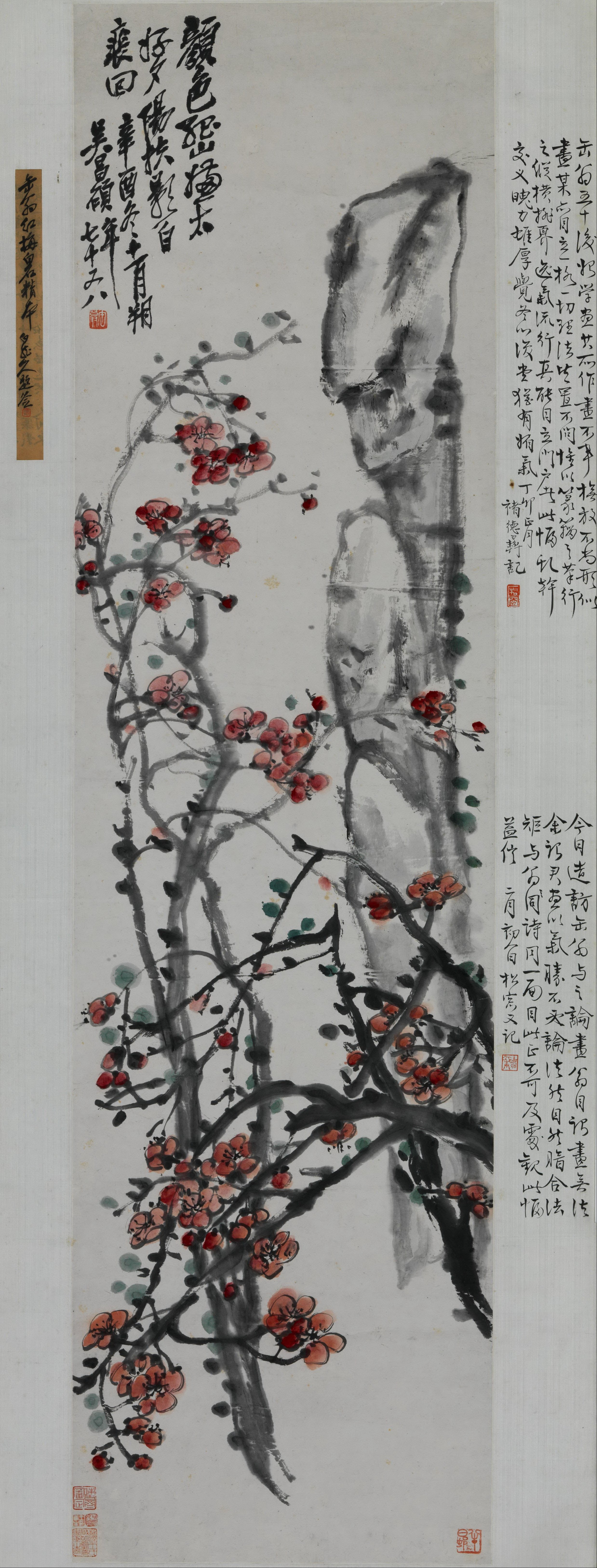
У Чаншо, «Красные цветы сливы и скала»
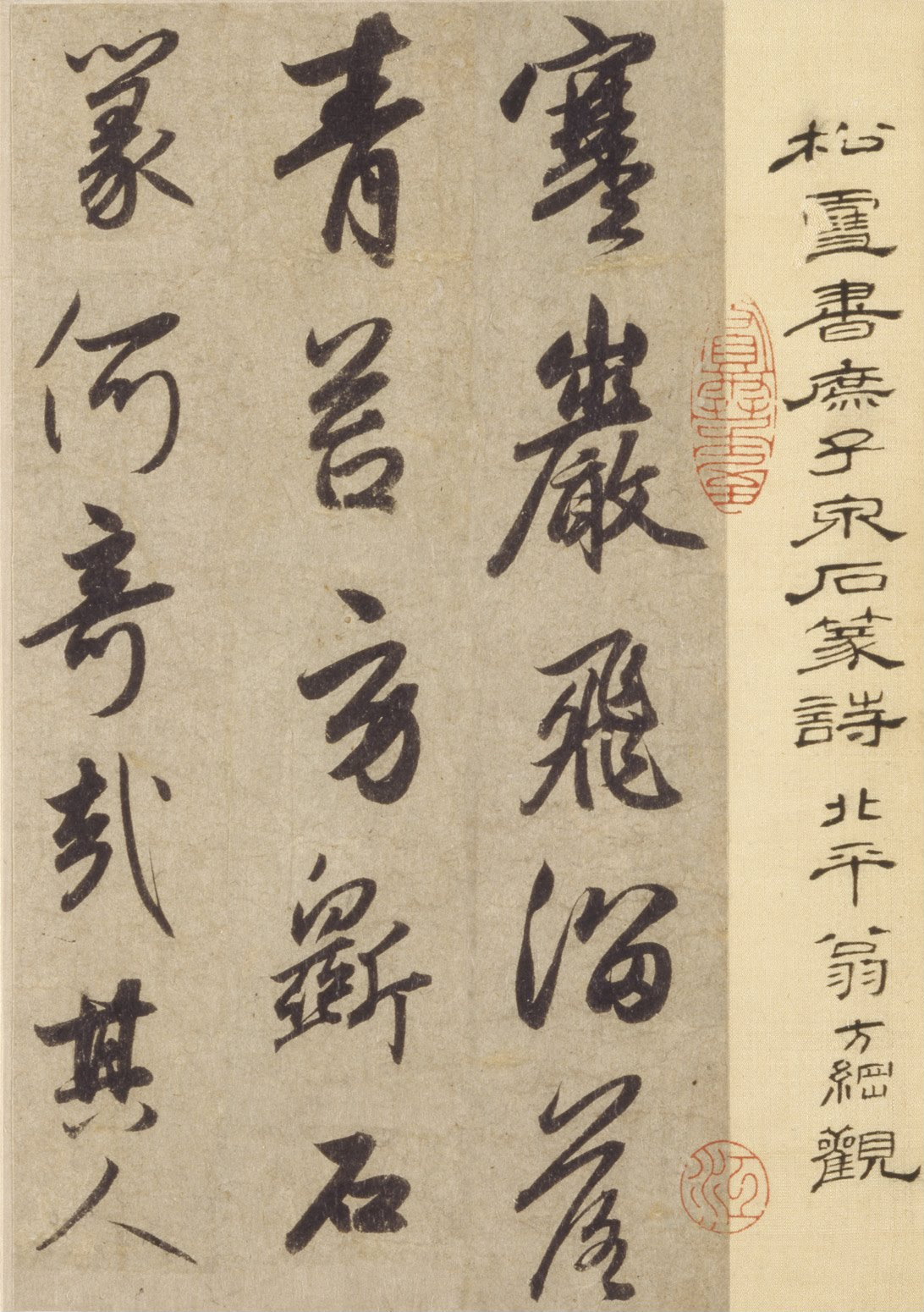
Каллиграфия Чжао Мэнфу
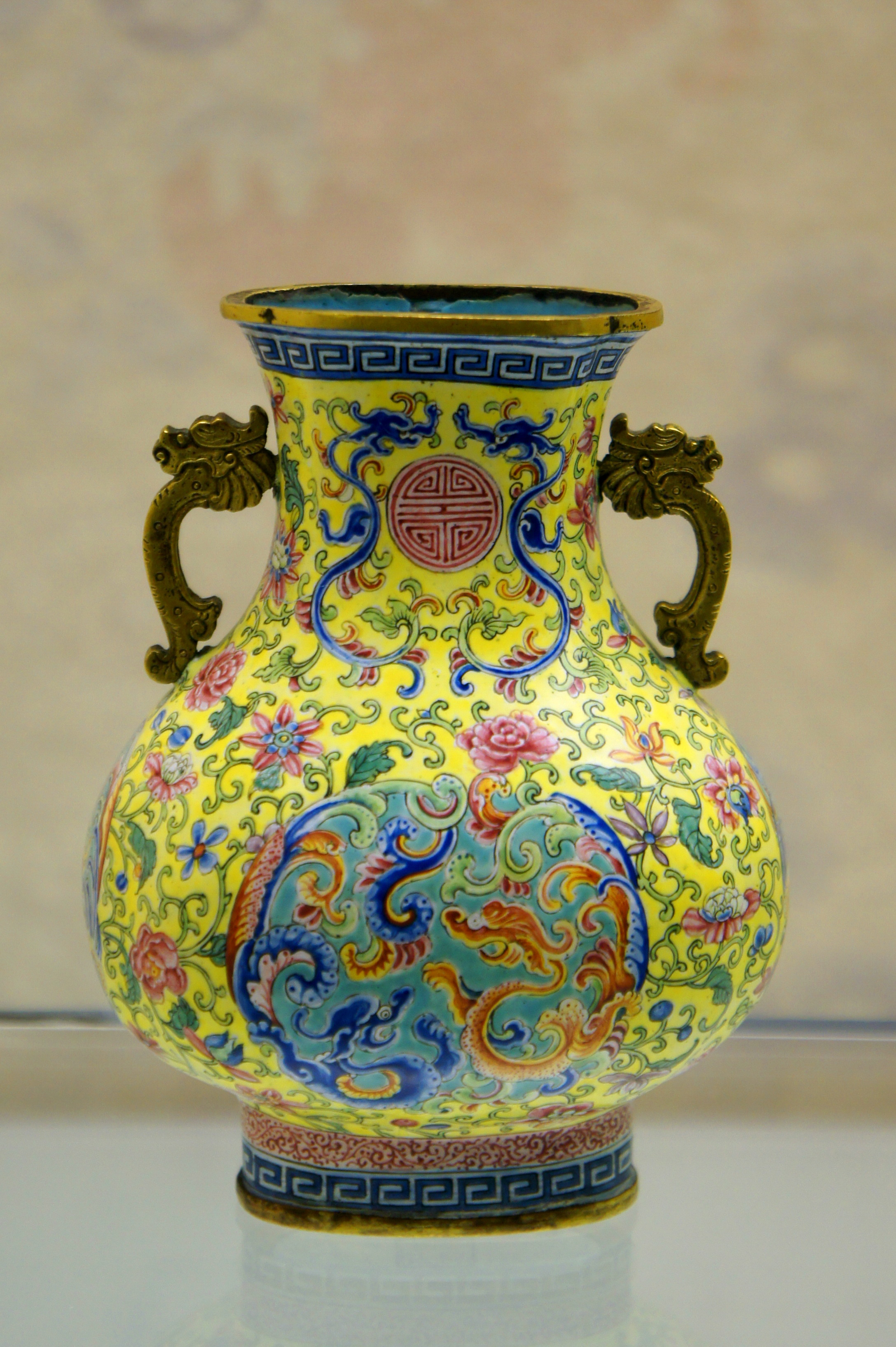
Ваза с цветочным узором, кантонская эмаль
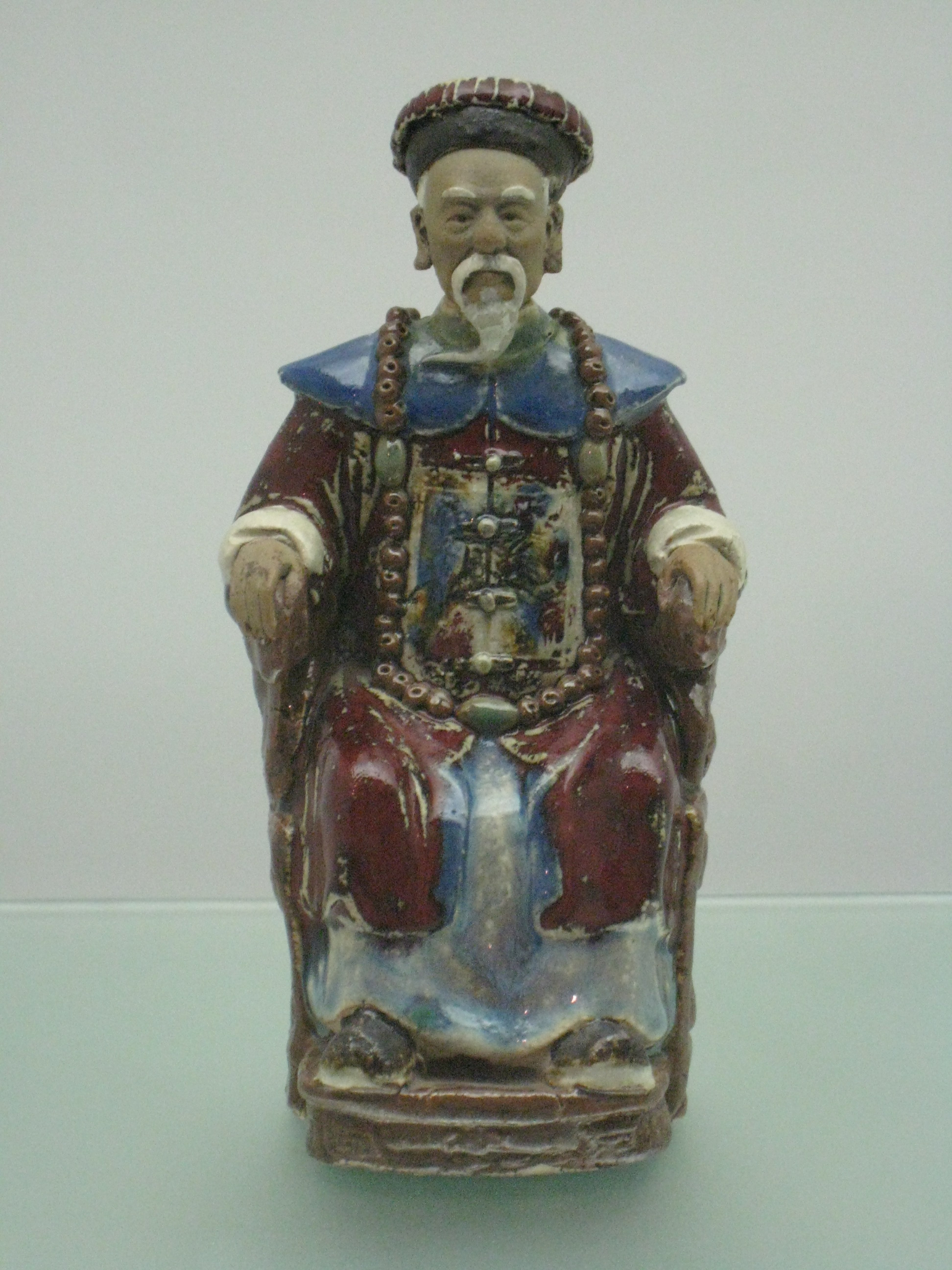
Статуэтка Линь Цзэсюя
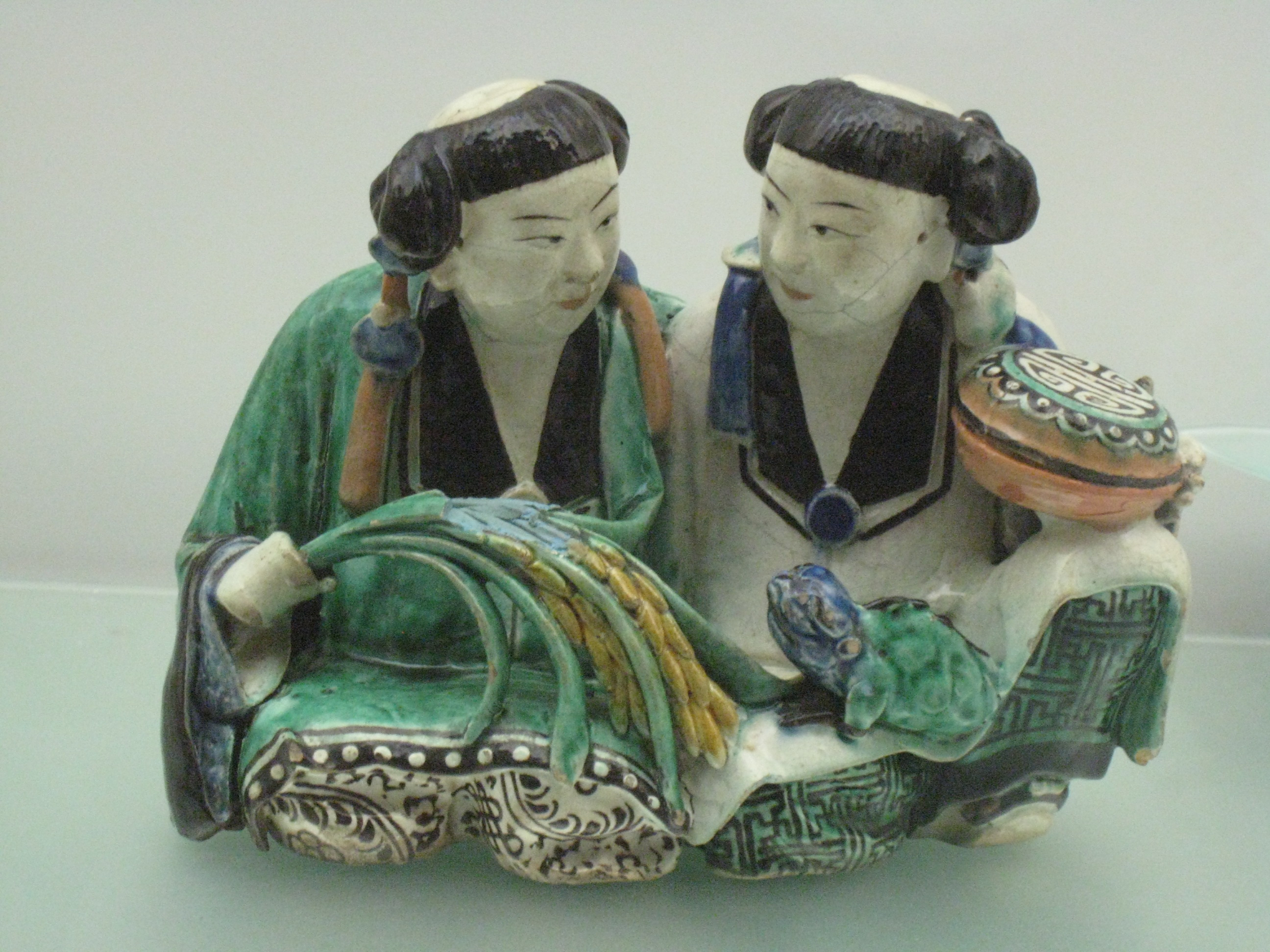
Два духа гармонии и единства
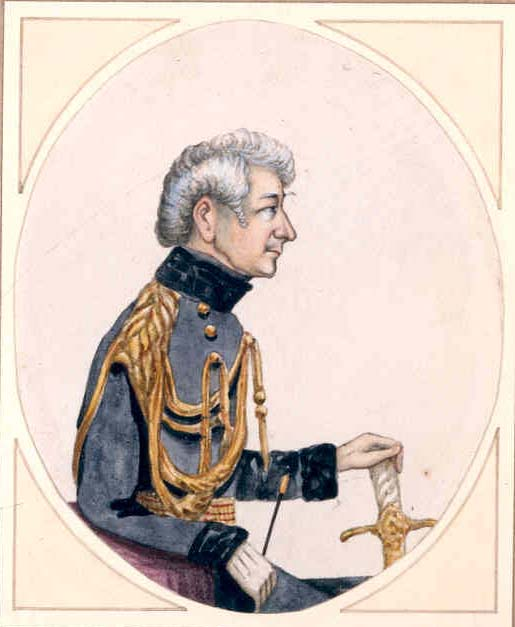
Портрет лейтенанта-губернатора Гонконга Джорджа Чарльза д'Агилара
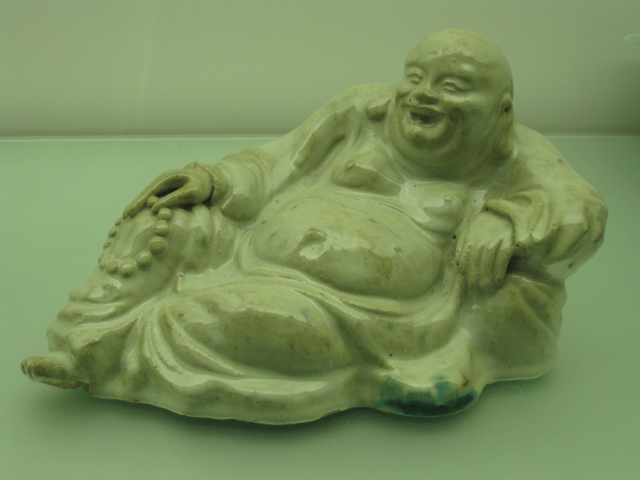
Будда Майтрея
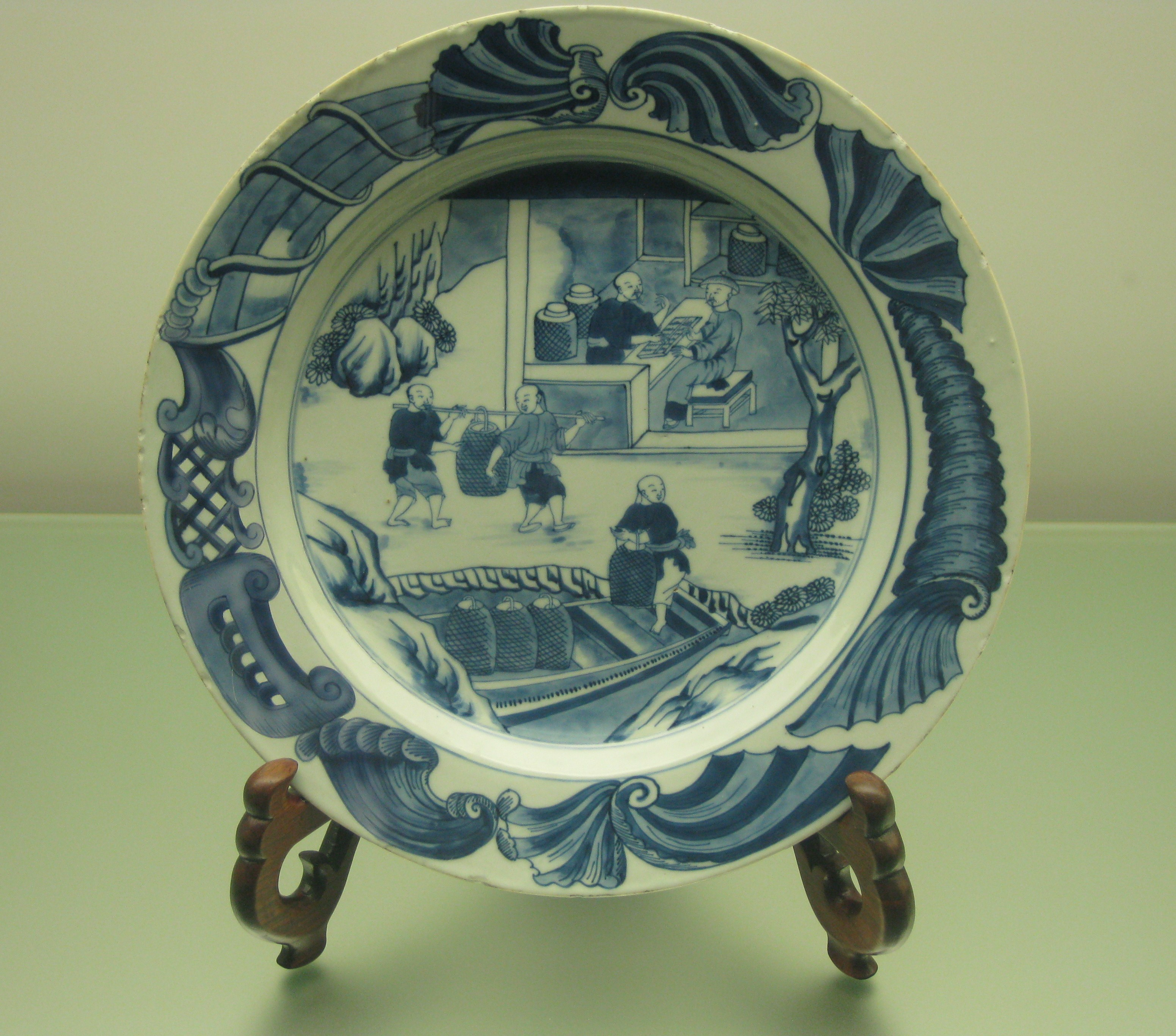
Тарелка с изображением сцены погрузки чая